# Adolfo Frías Beltrán
Adolfo Frías Beltrán ( México, D. F., 1870-México, 1965) fue el primer entrenador de la Selección de fútbol de México en el año de 1923. Realizó una gira amistosa por Guatemala utilizando al Club América como base, y jugó los 3 partidos en México contra la misma selección. 